# Колдовская история
«Колдовская история» (альт. название «Путь каждой ведьмы») (англ. Every Witch Way) — американский сериал. Адаптация латиноамериканского сериала «Грачи». Выходил в России с июля 2014 года. Показ финального четвёртого сезона состоялся 6 июля 2015 года, а закончился 30 июля этого же года. Nickelodeon 5 октября 2015 года выпустил спин-офф сериала, который носит название «Академия Уитс».

## Сезоны
| Сезон | Сезон              | Эпизоды            | Оригинальная дата показа | Оригинальная дата показа |
| Сезон | Сезон              | Эпизоды            | Премьера сезона          | Финал сезона             |
| ----- | ------------------ | ------------------ | ------------------------ | ------------------------ |
|       | 1                  | 20                 | 1 января 2014            | 30 января 2014           |
|       | 2                  | 23                 | 7 июля 2014              | 8 августа 2014           |
|       | Специальный эпизод | Специальный эпизод | 26 ноября 2014           | 26 ноября 2014           |
|       | 3                  | 20                 | 5 января 2015            | 30 января 2015           |
|       | 4                  | 19                 | 6 июля 2015              | 30 июля 2015             |

## Сюжет
В первом сезоне главная героиня, Эмма Алонсо, переезжает в Майами в новый дом. Вдруг она обнаруживает у себя странные способности. Она узнает, что она — ведьма и принадлежит магическому миру. Но она не просто ведьма. Она Избранная — правительница всех ведьм. В новой школе Эмма находит новых друзей. Также она завоёвывает сердце парня Дэниела. Однако она находит не только друзей, но и врагов. Главная соперница Эммы — Мэдди. Эмме предстоит победить Мэдди, а также разгадать секрет школьного директора.
Во втором сезоне в школу приходит Совет Ведьм, чтобы предупредить Эмму о полнолунии и о том, что во время него с ведьмами случаются странные вещи. Также становится известно, что кто-то хочет уничтожить магический мир в последний день полнолуния. Эмме предстоит остановить уничтожение.
В третьем сезоне в школу приходит канай Миа. Она хочет уничтожить всех ведьм, чтобы отомстить за своего отца, которого уничтожили ведьмы.
В четвёртом сезоне Эмма хочет вернуть Дэниела в нормальную жизнь, так как теперь его никто не знает. Джекс узнает, что его мама жива и хочет узнать всю правду, однако сама Лиана затевает свои планы.

## Персонажи
- Эмма Алонсо (Паола Андино) — Избранная, самая могущественная ведьма в магическом мире. Однако о своём даре она сама узнала совсем недавно. В первом сезоне встречается с Дэниелом. Во втором сезоне какое-то время встречалась с Джексом, но в третьем помирилась с Дэниелом. Ради Дэниела она готова на всё, даже лишиться своих сил. Сначала совет не одобрял, что ведьма встречается с человеком, но потом посчитал, что избранная должна принимать свои собственные решения. Поэтому перед ней стоял главный выбор её жизни: Дэниел или Джекс. Она выбрала Джекса, и из-за этого она попала в мир, где Дэниела Миллера никто никогда не знал. Она постоянно ссорится с Мэдди, но в 3 сезоне их отношения улучшились. Любит делать коллажи и блёстки. Единственная, кто может противостоять кристаллу Дикаболлеро. В 4 сезоне хотела оживить маму и для этого забирала силы Агамемнона, Дездемоны и Мэдди. Но поняла, что это не правильно и вернула им силы. Отправила Дэниела обратно в Эверглейдс, так как ему было хорошо там.

- Дэниел Миллер (Ник Мерико) — бывший парень Эммы. Капитан команды Акулы. Самый быстрый пловец в команде Акулы. Не умеет танцевать. У него аллергия на бабочек, но все думают, что он их просто боится. Не любит хвастовство и ложь. После того, как в конце 1 сезона узнал о магии, помог победить школьного директора. Эмма помогает ему с уроками. Его не любит мистер Алонсо. В 4 сезоне его никто не знал, кроме Эммы, позже на последней секунде Эмма спасла его от исчезновения, тем самым она устранила сбой континуума. Дэниел не был рад возвращению, хотел обратно в Эверглейдс, когда был в альтернативной жизни. Встречался с Мией. В 20 серии 4 сезона опять был отправлен в Эверглейдс, его туда отправила Эмма, потому что поняла, что он там счастлив. В альтернативной реальности не умел плавать, зато чудесно танцевал. Остался жить в Эверглейдс и правду о его прошлой жизни знают только Эмма и Энди.

- Энди Круз (Даниэла Нивес) — лучшая подруга Эммы. Член команды Акулы. Всегда помогает Эмме колдовать. Ей не страшно, даже если она во что-нибудь превратится, наоборот — ей это нравится. Любит играть в Зомби Апокалипсис 3. Не любит делать домашние задания, поэтому их за неё делает Эмма, не любит Пантер. Мечтает стать хранителем и в конце 4 сезона всё-таки стала, по желанию Эммы, и ушла учиться в академию Уитс (туда же попадёт и Джесси).

- Мэдди Ван Пельт (Пэрис Смит) — лидер команды Пантер. «Королева» школы Иридиум. Ведьма. Всегда получает то, что хочет. Пыталась отобрать титул избранной у Эммы. Раньше встречалась с Дэниелом, но потом он её бросил. На протяжении первого сезона пыталась вернуть его. Со второго сезона встречается с Диего, несмотря на то, что он канай. Во 2 сезоне потеряла свои силы, но потом вернула их с помощью Диего. В 4 сезоне Эмма забрала её силы, чтобы оживить свою маму. Но потом Эмма вернула ей силы.

- Кэти Райс (Дениеза Уилсон) — подруга Мэдди и участница Пантер. Всегда хочет перенять лидерство у Мэдди над Пантерами. Очень умная, поэтому любит делать домашние задания и иногда даже делает за кого-то. Всегда контролирует действия Мэдди. В 3 сезоне ей надоели претензии Мэдди, и она решила подружиться с Мией, но потом опять начала дружить с Мэдди.

- Софи Джонсон (Отем Вендел) — участница Пантер и подружка Мэдди. Самая бестолковая в команде Пантер. Часто глупо смеётся. Любит всё, что делает Мэдди и постоянно повторяет за ней. В 4 сезоне была капитаном Акул.

- Диего Руэда (Тайлер Альварес) — канай и член команды Акулы. О своём даре он узнал недавно. Умеет делать снежки и огненные шары. Его часто называют сыном огня. В первом сезоне был использован как проводник для передачи сил директору. Во втором сезоне помог Мэдди вернуть её силы. Со второго сезона встречается с Мэдди.

- Джекс Новоа (Рахарт Адамс) — новенький, парень Эммы. Пришёл в Иридиум во втором сезоне. Волшебник. Без магии не может прожить и минуты. Позже потерял свои силы из-за запретных чар клонирования. Какое-то время встречался с Эммой. Хотел уничтожить магический мир в последнем луче полнолуния. Позже отсиживал в летнем лагере для ведьм мятежников и вновь получил свои силы, с 4 сезона встречается с Эммой, в этом же сезоне узнаёт, что его мама жива. Есть сестра — Джесси.

- Мак Дэвис (Маврик Морено) — член Акул. Лучший друг Диего. Вонючка, не любит мыло и шампунь. Очень энергичный. В конце 1 сезона ушёл из школы и переехал в Техас.

- Тони Майерс (Кендалл Сандерс) — член Акул. Любит математику. Показывает фокусы, но все они без чар Эммы выходят неудачными. Во втором сезоне перешёл в школу фокусников.

- Джиджи Руэда (Зои Бюргер) — сплетница. Сестра Диего. Ведёт свой блог «Новости Иридиум Хай». У неё есть даже своя студия — «Подсобка уборщицы». Знает все секреты учеников, кроме тайны о магическом мире. Во втором сезоне стала приспешницей Злой Дездемоны и знала о магическом мире, но никому об этом не рассказывала. Позже была расколдована без памяти о магии.

- Ужасная троица (Луи Томео, Дженсон Йен Даркер, Джэки Фрэйзей)— 2 брата и сестра Дэниела: Мэлани, Томми и Роб. Постоянно вытворяют какие-то ужасные проделки. С ними не может усидеть ни одна нянька — у них всегда есть в запасе злобный план.

- H2O — 2 кузена Диего: Хектор и Оскар. Так же, как и Троица, вытворяют проделки и часто подставляют Троицу. В конце 3 сезона были разоблачены Троицей.

- Франциско Алонсо — отец Эммы. Учитель математики. Его девиз: «Математика — царица наук». Со второго сезона директор школы Иридиум. Постоянно наказывает учеников, если они вели себя безобразно. Не любит Дэниела и не одобряет его отношения с Эммой.

- Урсула Ван Пельт — мама и страж Мэдди. Всегда любит красиво одеваться. Влюблена во Франциско и хочет, чтобы Эмма и Мэдди стали сёстрами. Во втором сезоне украла силы Мэдди, но потом вернула их. Не одобряет отношения Мэдди и Диего, так как Диего — канай, но в 4 сезоне 12 серии он понравился ей, после того как спас их от Джейка Новоа.

- Лили — медсестра и страж Эммы. Всегда помогает Эмме с магией. В первом сезоне была снята с защиты Эммы и стала лягушкой директора. Со второго сезона работает в совете ведьм.

- Агамемнон — глава совета ведьм. Строгий, но справедливый. В 4 сезоне Эмма забрала его силы, чтобы оживить маму.

- Дездемона — член совета ведьм. Во втором сезоне из-за полнолуния стала злой. В последней серии 2 сезона вновь стала собой. В 3 сезоне работала буфетчицей. В 4 сезоне Эмма забирает её силы, чтобы оживить маму.

- Рамона — член совета. В начале 2 сезона попадает в тюрьму. В конце 2 сезона ушла из совета. Дездемона обвинила её в уничтожении мира, когда была злой.

- Себастьян — оператор Джиджи. Раньше был в Акулах. В первом сезоне стал лягушкой директора. Позже был расколдован. Отказывается заниматься плаванием, потому что хочет быть умным.

- Мисс Пич — секретарша. Стала лягушкой директора. Позже расколдована. В конце 1 сезона покинула школу.

- Шарлотта — тренер по волейболу. Стала лягушкой директора из-за того, что жаловалась на новые наколенники.

- Хулио Торрес — тренер Акул. Приёмный сын директора. Вначале рассказывал всё об учениках своей маме. Потом перешёл на сторону акул. В конце 1 сезона покинул школу. Раньше был лягушкой, но потом Директриса расколдовала его.

- Миссис Джонс — классный руководитель.

- Мария Кастилио — мать Эммы. Упоминается во втором и в четвёртом сезонах.

- Джекс Младший — клон, которого создал Джекс. Очень часто помогает Джексу.

- Филипп — парень-зомби Энди. Во 2 сезоне пришёл в человеческий мир, но позже был отправлен в игру из-за того, что хотел съесть мозги. В 3 сезоне вновь появился и позже Эмма превратила его в человека. Стал сыном Урсулы и братом Мэдди, но позже уехал к создателям игры.

- Бо — ящерица, которая потом стала человеком, так как Мэдди его заколдовала. Друг Софи. Позже опять стал ящерицей.

- Джейк Новоа — отец Джекса. Вначале появлялся во 2 сезоне (в телефонных разговорах). Потом появился в 4 сезоне. Владеет огромным бизнесом и имеет богатый дом. Очень влиятельный человек в совете. Часто выручал Джекса, сначала был злым, но позже стал добрым.

- Джесси Новоа — сестра Джекса. Появилась в 4 сезоне. Вначале жила с мамой, но потом переехала к Джексу. В конце 4 сезона заполучила силы и ушла в академию Уитс вместе с Энди.

### Враги
- Директриса Торрес — первый директор школы, бывшая избранная. Многих превратила в лягушек. Хотела забрать силы избранной и стать самой сильной ведьмой. В конце 1 сезона была отправлена в лимб Эммой и Мэдди. Очень часто упоминается в 3 сезоне. Появилась в 4 сезоне, однако лишилась сил и была отправлена в тюрьму.

- Злая Дездемона. Хотела уничтожить магический мир в последнем луче полнолуния. Отправила Рамону в бездну. Помогала Эмме сойтись с Дэниелом, чтобы у Эммы забрали силы. Сделала Джиджи своей приспешницей.

- Эмма 2 — «Э» — клон, которого Эмма создала сама. Хотела уничтожить мир в последнем луче полнолуния. Ненавидит всё, что любит обычная Эмма. Появилась в 4 сезоне и работала на Лиану, однако позже была уничтожена.

- Миа Блэк — канай. Хотела уничтожить всех ведьм из-за мести отца. Украла у Эммы Дэниела. Довольно подлая и притворяется дружелюбной. В конце 3 сезона примирилась с ведьмами и отказалась с ними сражаться. В 4 сезоне также попала в Эверглейдс с Дэниелом и встречалась с ним там, её тоже никто не знал, кроме Эммы. В 14 серии 4 сезона узнаёт от Дэниела, что когда они были в Эверглейдс, её родители были живы. В 20 серии 4 сезона была отправлена Эммой в Эверглейдс, потому что Эмма поняла, что они с Дэниелом счастливы.

- Лиана Новоа — мама Джекса. Инсценировала свою смерть и появилась в 4 сезоне. Дружила с Урсулой. Хотела заполучить силы всех ведьм и пользовалась тем, что Эмма хотела вернуть к жизни свою маму. Очень зла и коварна. В конце 4 сезона была отправлена в шкаф.

## В ролях
- Паола Николь Андино — Эмма
- Ник Мерико — Дэниел
- Пэрис Смит — Мэдди
- Даниэла Нивес — Энди
- Тайлер Альварес — Диего
- Кэндэлл Сандерс — Тони
- Маврик Морено — Мак
- Отэм Вендел — Софи
- Дениса Вилсон — Кэти
- Зоя Бюргер — Джиджи
- Деметриус Дэниелс — Себастьян
- Джеки Фрези — Мелани
- Луис Томео — Роб
- Джосон Друкер — Томми
- Кэтти Барбери — Урсула
- Рене Лаван — Франциско
- Мелиса Каркаче — Лили
- Микеле Верди — Директор
- Рафаэль де ла Фуэнте — Хулио
- Рахат Адамс — Джекс
- Тод Аллен Дуркин — Агамемнон
- Миа Матьюз — Дездемона
- Лиза Коррао — Рамона
- Элизабет Эллиас — Миа
- Габриэла Боргес — Тайра Милингтон

## Русский дубляж от студии «КИПАРИС»
| Эмма       | Рина Гришина                             |
| Джекс      | Антон Савенков                           |
| Мэдди      | Лина Иванова                             |
| Джесси     | Лина Иванова                             |
| Дездемона  | Татьяна Весёлкина                        |
| Агамемнон  | Александр Воронов                        |
| Рамона     | Анастасия Лапина                         |
| Директриса | Анастасия Лапина (1 сезон) ? (4 сезон)   |
| Джейк      | Александр Воронов                        |
| Лиана      | Анастасия Лапина                         |
| Урсула     | Елена Харитонова (1—4 сезон) ?(4 сезон)  |
| Лили       | Татьяна Весёлкина                        |
| Диего      | Александр Зачиняев                       |
| Мия        | Анастасия Лапина                         |
| Хулио      | Антон Савенков                           |
| Энди       | Василиса Воронина                        |
| Дэниел     | Иван Калинин                             |
| Кэти       | Елена Харитонова (1—4 сезон) ? (4 сезон) |
| Софи       | Анастасия Лапина                         |
| Джиджи     | Татьяна Весёлкина                        |
| Тони       | Алексей Черных                           |
| Мак        | Антон Савенков                           |
| Роб        | Василиса Воронина                        |
| Мэлани     | Анастасия Лапина                         |
| Томми      | Татьяна Весёлкина                        |
| Франциско  | Станислав Стрелков                       |
| Кристина   | Татьяна Весёлкина                        |
| Рик        | Антон Савенков                           |
| Мисс Питч  | Анастасия Лапина                         |

## Премьеры в мире
| Страна                   | Канал/Каналы              | Дата премьеры    | Название                                                                                                 |
| ------------------------ | ------------------------- | ---------------- | --- |
| Нидерланды               | Nickelodeon Netherlands   | 21 мая, 2014     | Verhekst!                                                                                                |
| Канада                   | YTV                       | 7 июля, 2014     | Every Witch Way                                                                                          |
| Великобритания           | Nickelodeon UK            | 14 июля, 2014    | Every Witch Way                                                                                          |
| Мексика                  | Nickelodeon Latinoamérica | 14 июля, 2014    | Every Witch Way                                                                                          |
| Колумбия                 | Nickelodeon Latinoamérica | 14 июля, 2014    | Every Witch Way                                                                                          |
| Венесуэла                | Nickelodeon Latinoamérica | 14 июля, 2014    | Every Witch Way                                                                                          |
| Доминиканская Республика | Nickelodeon Latinoamérica | 14 июля, 2014    | Every Witch Way                                                                                          |
| Аргентина                | Nickelodeon Latinoamérica | 14 июля, 2014    | Every Witch Way                                                                                          |
| Бразилия                 | Nickelodeon Brasil        | 14 июля, 2014    | Every Witch Way                                                                                          |
| Россия                   | Nickelodeon Russia        | 21 июля, 2014    | Колдовская история                                                                                       |
| Австралия                | Nickelodeon Australia     | 4 августа, 2014  | Every Witch Way                                                                                          |
| Италия                   | Boing                     | 31 октября, 2014 | Emma una strega da favola                                                                                |
| Южная Азия               | Nickelodeon South Asia    | 2015             | Every Witch Way (на английском) एव्री विच वे (на хинди) எவெரி விடச் வே (на тамильском) ఎవరీ విచ్ వే (на языке телугу) |
| Германия                 | Nickelodeon Deutschland   | 19 января, 2015  | Emma, einfach magisch                                                                                    |
| Польша                   | Nickelodeon Poland        | 19 января, 2015  | Czarownica Emma                                                                                          |
| Франция                  | Nickelodeon France        | 16 марта, 2015   | Teen Witch                                                                                               |